# Università dei marmorari
L'Università dei marmorari di Roma è un'associazione che riunisce i capi d'arte marmorari operanti a Roma e nella provincia di Roma, con sede al Castello della Cecchignola.
L'associazione raccoglie artisti e artigiani che operano sul marmo e sulla pietra in genere, e che esercitino almeno da due anni un laboratorio marmorario in Roma, o artigiani che pur non possedendo un laboratorio proprio assumono lavori a titolo individuale.
L'Università dei marmorari di Roma, fusasi con l'Associazione tra i capi d'arte marmorari, fu fondata a Roma nel 1406 e da allora tutela gli interessi generali della categoria.